# Kobrynský rajón
Kobrynský rajón (bělorusky Кобрынскі раён, ukrajinsky Кобринський район, rusky Кобринский район) je územně-správní jednotkou na jihu Brestské oblasti v Bělorusku. Administrativním centrem rajónu je město Kobryn (bělorusky Кобрын, rusky Кобрин).

## Administrativní dělení
Na území rajón leží 162 osad, které jsou začleněny do jedné z 13 venkovských rad (selsovětů): Astromický, Aniskavický, Batčynský, Buchavický, Vosaŭský, Haradzecký, Dzivinský, Zaljeský, Kisjaljovický, Navasjolkaŭský, Paviccjeŭský, Tevjelský, Chidrynský.

## Geografie a klima
Rajón zaujímá rozlohu necelých 2040 km², což představuje 6,6 % Brestské oblasti. Na zemědělskou půdu připadá 1114 km². Rajón má jihu hranici s Volyňskou oblastí na Ukrajině a dále sousedí s Bjarozaŭským, Drahičynským, Žabinkaŭským, Kamjaněckým, Malaryckým a Pružanským rajónem v Brestské oblasti v Bělorusku. Rajón má od severu k jihu 61 km a od západu na východ 51 km.
Celé rovinaté území rajónu je zřetelně rozděleno na severní a jižní pásmo. Severní část se nachází v Predpolesském krajinné provincii, jižní leží v Polesské krajinné provincii. Na severovýchodě rajónu je kopcovitá rovina, která je nejvyšší částí rajónu. Nejvyšší bod měří 169 m nad mořem a leží 2 km severně od obce Tevli, nejnižší bod leží v nadmořské výšce 138 m na přírodní hranici řeky Muchavec s Žabinkaŭským rajónem.
Rajónem protéká 18 velkých i malých řek o celkové délce 298 km, z nichž je největší řeka Muchavec. Splavný je také Dněpersko-bugský kanál. Hlavním zdrojem vody v řekách i kanálech jsou srážky. Na všech řekách jsou instalována ochranná pásma a pobřežní pásy. Největším jezerem rajónu je Ljubaň se svými 183 hektary a Svinarejka s rozlohou 47 ha. V rajónu se nachází 315 artéských studní.
Pro obousměrnou regulaci vodních toků na rekultivačních zařízeních je rajón vybaven 3 přehradami. Bonský kanál, pojmenovaný po královně Bona, jehož stavba začala v roce 1540, je nejstarším známým rekultivačním objektem v Bělorusku.
Rajón patří do středního — mírně teplého a mírně vlhkého — klimatického pásma, dominuje západní proudění. Teplé období trvá 256 dnů, studené 109 až 110 dnů. Nejtepleji je v červenci, nejchladněji v lednu. Průměrná měsíční teplota se v červenci se pohybuje mezi 18 až 19 °C, v lednu −3,5 až 5 °C. V průměru spadne každý rok 541 mm srážek, jejich hlavní množství připadá na teplé období.
Rajón je bohatý na některé minerály, jako je jíl, sapropel, rašelina, jantar a fosfáty. K největším ložiskům hlíny patří Podzemenskoje, které má prokázané rezervy 16 milionů m³. Zásoby agrochemických surovin (sapropelu) se odhadují na 108 800 000 m³. Částečně se na území rajónu nachází největší ložisko rašeliny, Kobrynsko—Pružansko—Hancavické, na území rajónu připadá 23 % zásob.

## Ekologie
Lesy Kobrynského rajónu zabírají svou rozlohou 4 954 ha. Mezi nejběžnější dřeviny patří borovice, bříza, smrk a olše, méně často se vyskytují duby, habry, vrby, jasany a jilmy. V rajónu roste krom jiných i jinan dvoulaločný, vzácná rostlina, která získala status chráněné přírodní památky.
Bažiny jsou nížinné. Mezi bažinnou vegetací dominují ostřice (Carex), mechy a keře. Z uvedených v Červené knize Běloruské republiky na území rajónu rostou: střevíčník pantoflíček (Cypripedium calceolus), kyčelnice cibulkonosná (Dentaria bulbifera), Melittis sarmatica, kosatec sibiřský (Iris sibirica), pětiprstka žežulník (Gymnadenia conopsea), leknín bílý (Nymphaea alba), všivec žezlovitý (Pedicularis sceptrum-carolinum), břečťan popínavý (Hedera helix), bradáček vejčitý (Listera ovata).
V rajónu se nachází krajinná rezervace republikového významu „Zvaněc“ o rozloze 1508 ha, která je součástí největší nedotčené nížinné bažiny v Evropě a biologická rezervace místního významu „Dzivin — Vjaliki Ljes“ o rozloze 3000 ha. Přírodní památky národního významu v rajónu zastupuje kulturní a rekreační park Suvorava v Kobryně a Suvoravský dub v obci Dzvina.

## Historie
Administrativní jednotka s centrem v Kobryně byl nejprve založen po smrti poslední kněžny kobrynské Anny. Samo knížectví bylo proměněno v Kobrynskou ekonomiji, kterému vládli velkovévody Litvy. Administrativně měla Kobrynská ekonomija status povětu, který byl součástí Podlaského vojvodství Litevského velkoknížectví. V důsledku reformy z roku 1566 bylo z Podlaského vojvodství vyčleněno Brestské vojvodství, kterého byl součástí i Kobrynský povět.
Po třetím dělení Polska se Kobrynský rajón stal součástí Ruské říše. V roce 1796 byla založena Slonimská gubernie, do které vstoupil Kobrynský újezd. Následující rok byla Slonimská gubernie sjednocena s Vilenskou gubernií pod názvem Litevská gubernie, ale v roce 1801 byla obnovena jako Hrodenská gubernie. Území Kobrynského újezdu zaujímalo 4 645,3 verst² s populací 159 209 obyvatel (v roce 1894).
Součástí Hrodenské gubernie byl Kobrynský újezd až do roku 1921, kdy po Řižském míru byl přidělen druhé Polské republice. Kobrynský újezd byl přeorganizován do povětu a se stal součástí Poleského vojvoství?? s centrem v Brestu. Kobrynský povět měl rozlohu 3 545 km² podle sčítání lidu v roce 1931 měl 114 000 obyvatel.
V důsledku invaze Rudé armády na území druhé Polské republiky, která začala 17. září 1939, se území Kobrynského povětu stalo součástí běloruské SSR. Dne 15. ledna 1940 byl založen Kobrynský rajón jako součásti Brestské oblasti BSSR. Dne 25. prosince 1967 byla provedena administrativní reforma, v důsledku čehož si rajón získal své moderní hranice. Dekretem prezidenta Běloruské republiky № 6 ze 4. ledna 2002 byl Kobrynský rajón a město Kobryn sloučeno do jednoho administrativně-územního celku.

## Obyvatelstvo a životní úroveň
Podle sčítání lidu z roku 2009 měl rajón 88 037 obyvatel, z nichž 51 166 lidí žilo ve městě Kobryn a zbývající 36 871 obývalo venkovské oblasti. Podle údajů za leden 2012 počet obyvatel rajónu klesla na 86 601 osob, z nichž 37 207 bylo zaměstnáno v ekonomice. Rajón je domovem více než 50 národnostních a etnických skupin, na jeho území působí 52 náboženských komunit osmi vyznání.
Podle sčítání lidu z roku 2009 žije na území rajónu 88 % Bělorusů, asi 6 % Rusů a 4,5 % Ukrajinců. Jako mateřský jazyk více než polovina respondentů uvedla ruština, asi 43 % běloruštinu. Podle stejných údajů mluví doma rusky asi 79 % obyvatel, bělorusky asi jen 16 %.
Porodnost v roce 2010 byla 12,3 na 1 000 obyvatel, úmrtnost 14,8. Míra registrované nezaměstnanosti ke konci téhož roku činila 1,3 % ekonomicky aktivního obyvatelstva; v průměru připadá na každého obyvatele 28 m² obytné plochy (2000: 22,1 m², 2005: 25,4 m²). Nominální průměrná hrubá měsíční mzda za stejné období činila 987 100 běloruských rublů (leden 2012: 2 214 000).

## Ekonomika
Na území rajónu je v provozu 19 průmyslových podniků. Mezi nejvíce rozvinutá průmyslová odvětví patří potravinářství (ОАО «Кобринский маслодельно-сыродельный завод», ОАО «Кобринский мясокомбинат», ОАО «Кобринский консервный завод», Филиал РУПП «Брестхлебпром» «Кобринский хлебозавод», РУСПП «Кобринская птицефабрика»), lehký průmysl (ОАО «Швейная фирма „Лона“», ОАО «Кобринская прядильно-ткацкая фабрика „Ручайка“»), chemický průmysl (СООО «ПП Полесье», ОАО «Кобринский Химик», Белорусско-германское совместное предприятие «Колор»), kovovýroba a strojírenství (РУПП «Кобринский инструментальный завод „Ситомо“», ОАО «Гидромаш», «Кобринагромаш»).
Rajón má asi 50 společností se zahraničním kapitálem a mnohé průmyslové výrobky jsou vyváženy do zahraničí.
Zemědělství rajónu se skládá z 12 zemědělských družstev, 9 akciových společností, КСУП «Племенной завод „Дружба“», filiálky «Ореховское» národní společnosti «Брествторчермет», ИООО «БиссолоГабриэлеФарм», státní ústav pro zkoušení odrůd a 36 farem. V obci Kazišča je v provozu pštrosí farma «ПМ и Компания».
Ve sféře obchodu existuje 561 obchodů, z nichž 341 pracuje na metodě samoobsluhy.

## Doprava
Rajónem protíná ropovod Družba, 3 plynovody, 2 linky běloruských drah od západu k východu a od západu k severovýchodu. Největší nádraží v rajónu leží na železniční trati Brest — Moskva a jím stanice Tevli. Na Dněpersko-bugském kanálu je možno použít vodní dopravu.
Na území rajónu leží silniční komunikace  E30: Brest (Kazlovičy) — hranice Ruské federace (Rjeďki), R2 E85: Stoŭbcy — Ivacevičy — Kobryn,  E85: Kobryn — hraniční přechod Makrany (Ukrajina), R102: Vysokaje — Kamjaněc — Kobryn a R104: Žabinka — Kobryn.
Město Kobryn má autobusové nádraží, vlakové nádraží a stanici technické kontroly. V Kobrynském rajónu je možná přeprava cestující 16 městskými a 35 příměstskými linkami.

## Pamětihodnosti

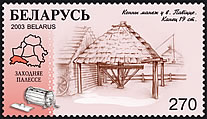
Jízdárna v obci Povitje z konce 19. století na běloruské známce

V seznamu národních historických a kulturních památek Běloruské republiky se nachází 45 historické a kulturní památek rajónu. Mezi nimi je 15 archeologické památek, 26 architektonických památek, 3 historické památky a park Suvorava.
K památkám místního významu patří 12 archeologických památek, 9 starověkých hrobů a valounů, 35 památek náboženské architektury, 9 statků, 3 historické památky a 1 pamětní deska věnovaná francouzsko-ruské válce v roce 1812, 9 historických památníků z doby první světové války a polsko-sovětské války (6 vojenských hřbitovů z první světové války), 5 historických památníků z doby, kdy byl rajón součástí Druhé Polské republiky, 93 památníků Velké vlastenecké války a 4 památníky slavných krajanů a státníků.
V blízkosti obce Ljachcyčy je hrobka, v níž je podle národní legendy pohřbena vévodkyně Volha Ramanaŭna.

## Významní rodáci
- Aljes Paplaŭski (Алесь Паплаўскі, * 1958) — běloruský básník a romanopisec, narodil se v obci Mazury (Kobrynský rajón)

- Uladzislaŭ Julijanavič Malachoŭski (Уладзіслаў Юліянавіч Малахоўскі, 1827—1900) — jeden z vůdců povstání v letech 1863—1864, vystupoval pod pseudonymem Leon Varnerke

- Uladzimir Lukič Věrchavěc (Уладзімір Лукіч Верхавец, * 1931) — státník Běloruské sovětské socialistické republiky, narodil se v obci Licvinki (Kobrynský rajón)

- Maksim Antonavič Antaňuk (Максім Антонавіч Антанюк, 1895—1961) — sovětský vojenský velitel, nadporučík-generál (1940), narodil se v obci Macy (Kobrynský rajón)